# 南海観音寺

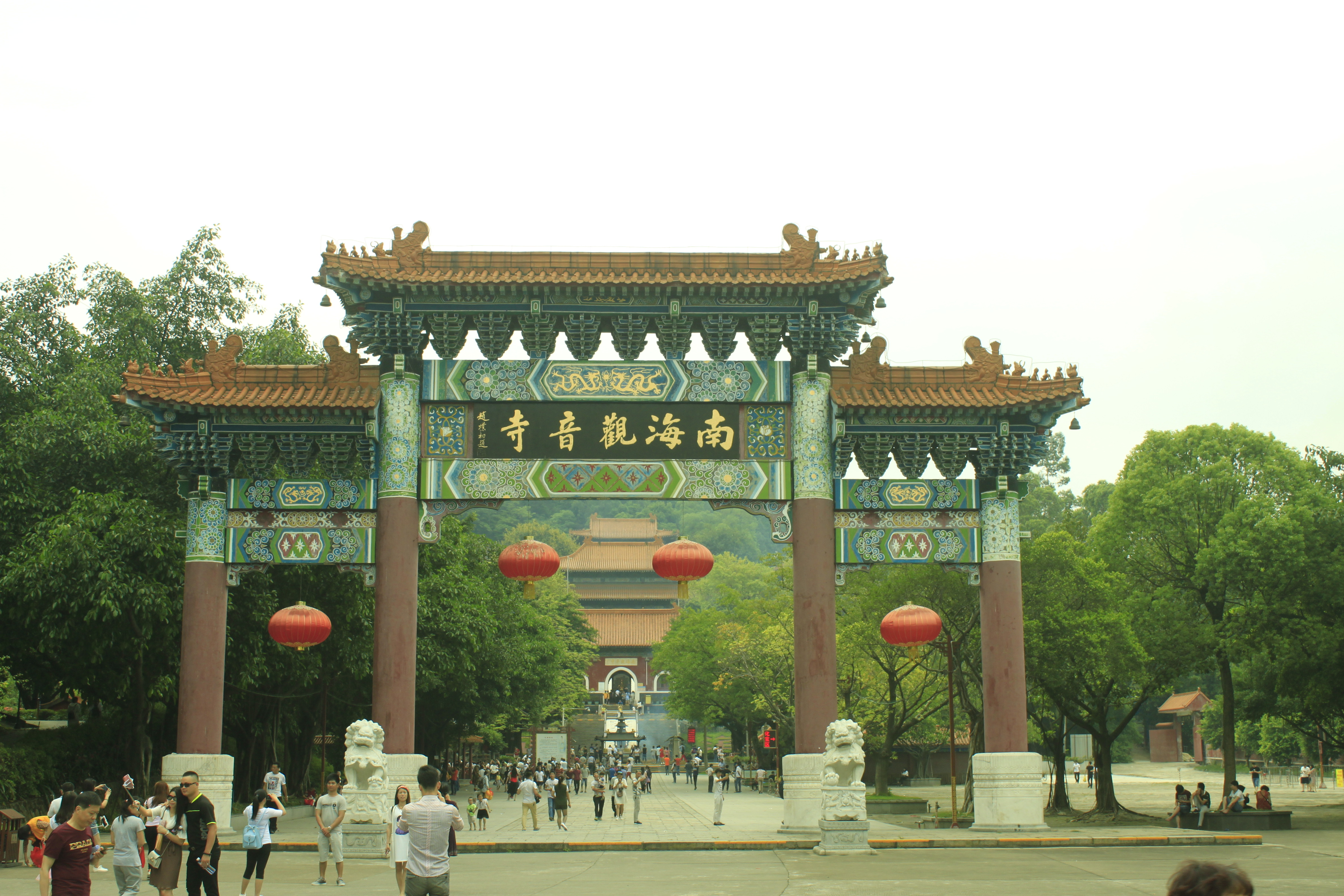
南海観音寺の牌坊。当時の中国仏教協会会長の趙樸初が揮毫。

南海観音寺（なんかいかんのんじ）は、中国の広東省仏山市南海区にある寺院である。

## 歴史
南海観音寺は、北宋時代の淳化5年（990年）に建設され、はじめは南海観音廟と呼ばれていた。
清末に戦乱による火災のため、寺は全焼した。
1993年、広東の宗教界人士が資金を募り、全体を再建し、1996年に落成した。中国仏教協会会長の趙樸初が寺を訪れると、「南海観音寺」と揮毫して、その書を贈った。同年2月12日、国内外観光客に一般公開された。12月29日に落成式および各仏像の開眼式が行われた。

## 伽藍
山門、牌坊、鐘楼、鼓楼、天王殿、大雄宝殿（本堂）、観音殿、韋馱殿、蔵経楼、放生池

## 主な住僧
- 釈新成

## 図冊
- 大雄宝殿（本堂）。
- 観音殿。
- 山門。
- 放生池。
- 本堂の釈迦。
- 六祖慧能。
- 持国天。
- 多聞天。
- 増長天。
- 広目天。